# Times New Roman

Times New Roman

Porovnání fontů Times New Roman a Georgia

Times New Roman je jeden z nejpoužívanějších serifových typografických písem. Byl navržen v roce 1931 Stanleym Morisonem a Victorem Lardentem pro britský deník The Times.
Tvůrci vycházeli ze staršího písma Plantin, které upravili pro lepší čitelnost a úsporu místa.
Pro nový font se vžilo označení Times New Roman. Poprvé bylo písmo použito v deníku The Times 3. října 1932.
Díky své všudypřítomnosti měl Times New Roman velký vliv na další vývoj mnoha fontů před i po nástupu digitálních médií. Příkladem je písmo Georgia, jež má velmi podobný řez, ale o něco širší serify (též patky; má však „skákající číslice“).
Ačkoliv deník The Times font nadále nevyužívá, je Times New Roman hojně používán pro sazbu knih. Zejména díky přijetí společností Microsoft (font je používán jako výchozí ve většině jejích textových procesorů a internetových prohlížečů) se tak stal jedním z nejpoužívanějších typografických písem historie.
Times New Roman je komerční font licencovaný firmou Monotype, který je možné v jeho nejnovějších verzích (např. verze 5.x) získat pouze jeho zakoupením nebo zakoupením softwaru, kterého tvůrci zaplatili za licence. Starší verze tohoto fontu (verze 2.82 z roku 2000) obsahující menší počet znaků je možné získat bezplatně, ale jenom jako freeware s omezenými možnostmi použití.
Ve světě svobodného softwaru se obvykle místo fontu Times New Roman používá jeden z fontů šířených pod svobodnou licencí, například: Liberation Serif, Nimbus Roman No9 L, FreeSerif a podobně.
Kromě označení Times New Roman se pro toto písmo někdy používá označení Times Roman. Písmo Times Roman je licencované (prodávané) firmou Linotype, zatímco písmo Times New Roman je licencované (prodávané) firmou Monotype. Tato dvě konkurenční písma jsou prakticky úplně identická a rozdíly je možné vidět jen v nepatrných detailech vzhledu některých znaků (např. číslice 5, nebo ve velkém písmenu S). Písmo Times New Roman dlouhodobě nebylo předinstalované např. v operačním systému Mac OS a naopak v něm bylo písmo Times Roman od firmy Linotype. Až v novějších verzích Mac OS X jsou obě tato písma předinstalovaná. Times Roman se v mnohých aplikacích v Mac OS dodnes používá jako předvolené serifové písmo (např. v internetovém prohlížeči pro zobrazení serifového písma).